# Acker-Hornkraut
Das Acker-Hornkraut (Cerastium arvense) ist eine Pflanzenart aus der Gattung der Hornkräuter (Cerastium) innerhalb der Familie der Nelkengewächse (Caryophyllaceae).

## Beschreibung

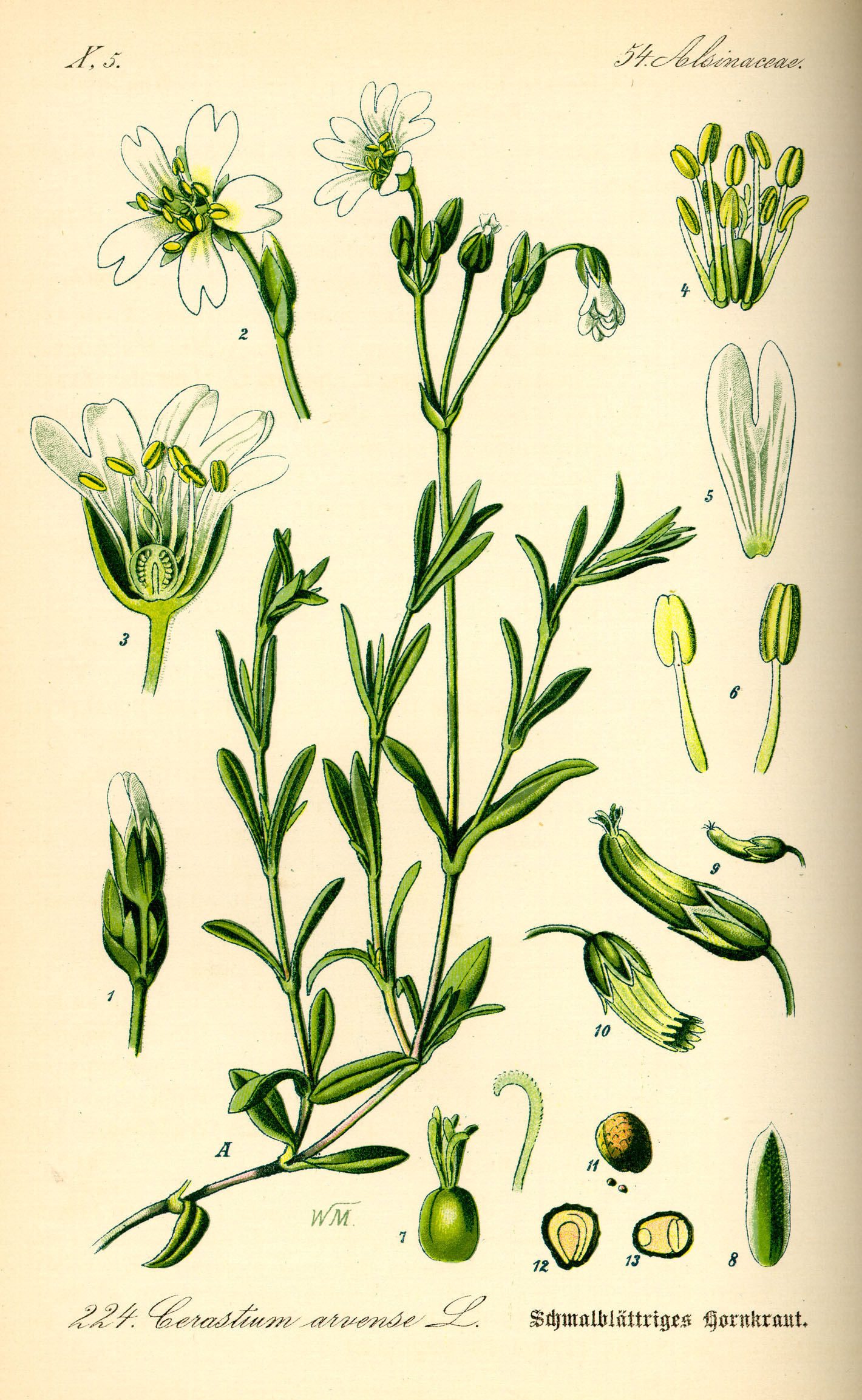
Illustration

### Vegetative Merkmale
Das Acker-Hornkraut wächst lockerrasig als aufrechte, wintergrüne, ausdauernde krautige Pflanze und erreicht Wuchshöhen von 5 bis 30 cm. Besonders die oberen Pflanzenteile besitzen häufig spezielle Drüsenhaare (Trichome), die auch rückwärts gerichtet sein können oder fehlen. In den Blattachseln stehen vegetative Laubblattbüschel, die etwa so lang wie die Blühtriebe sind. Die am Stängel kreuzgegenständig angeordneten, großen Laubblätter sind mit einer Länge von bis zu 3,5 Zentimetern 4- bis 20-mal so lang wie breit und lineal-lanzettlich geformt. Sie erscheinen häufig weich wegen ihrer oberseitigen Behaarung. Falls nichtblühende Triebe vorhanden sind, so sind diese stets gestreckt. 

### Generative Merkmale
Die Blütezeit reicht von April bis August. Der Blütenstand ist ein ziemlich gedrungenes Dichasium. Die meist mehr als drei Blüten stehen über einem breit hautrandigen und oft schuppenförmigen Tragblatt.
Die zwittrigen oder rein weiblichen Blüten sind bei einem Durchmesser von 12 bis 20 Millimetern radiärsymmetrisch und fünfzählig mit doppelter Blütenhülle. Die 5 bis 7 Millimeter langen Kelchblätter können von der bis zweimal längeren Kapselfrucht überragt werden. Die ausgerandeten Kronblätter sind mit einer Länge von 11 bis 15 Millimeter 1,5-mal so lang wie die Kelchblätter. In den zwittrigen Blüten sind zehn Staubblätter vorhanden. Es gibt fünf Griffel.
Die Kapselfrucht ist charakteristisch gekrümmt (hornförmig), darauf bezieht sich der Gattungsname Cerastium vom altgriechischen Wort keras für „Horn“.

## Ökologie
Das Acker-Hornkraut ist ein krautiger Chamaephyt und eine Kriechstaude. 
Die Blüten sind Nektar führende „Kleine Trichterblumen“. Neben vornehmlich zwittrigen gibt es auch rein weibliche, kleinere Blüten; die Art ist also gynodiözisch. Das Acker-Hornkraut wird von Insekten bestäubt, vor allem von Bienen und Fliegen. Bei ungünstiger Witterung sind die Blüten auch kleistogam, d. h. sie bleiben geschlossen. 
Bei Trockenheit öffnen sich die Kapselfrüchte und geben die Samen frei. Die Diasporen werden oft von Ameisen verbreitet oder durch größere Tiere, an deren Fell die Früchte anhaften.

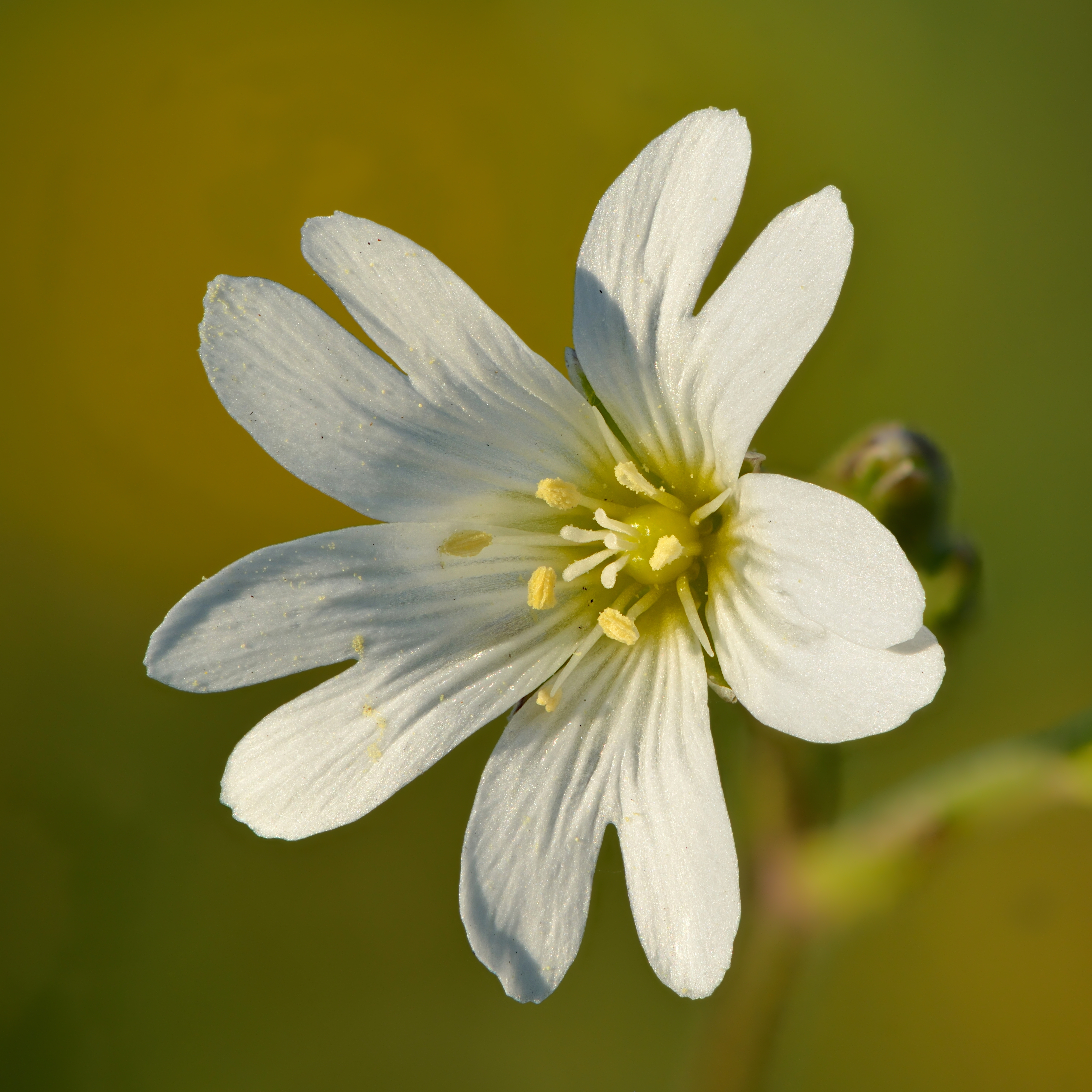
Blüte im Detail

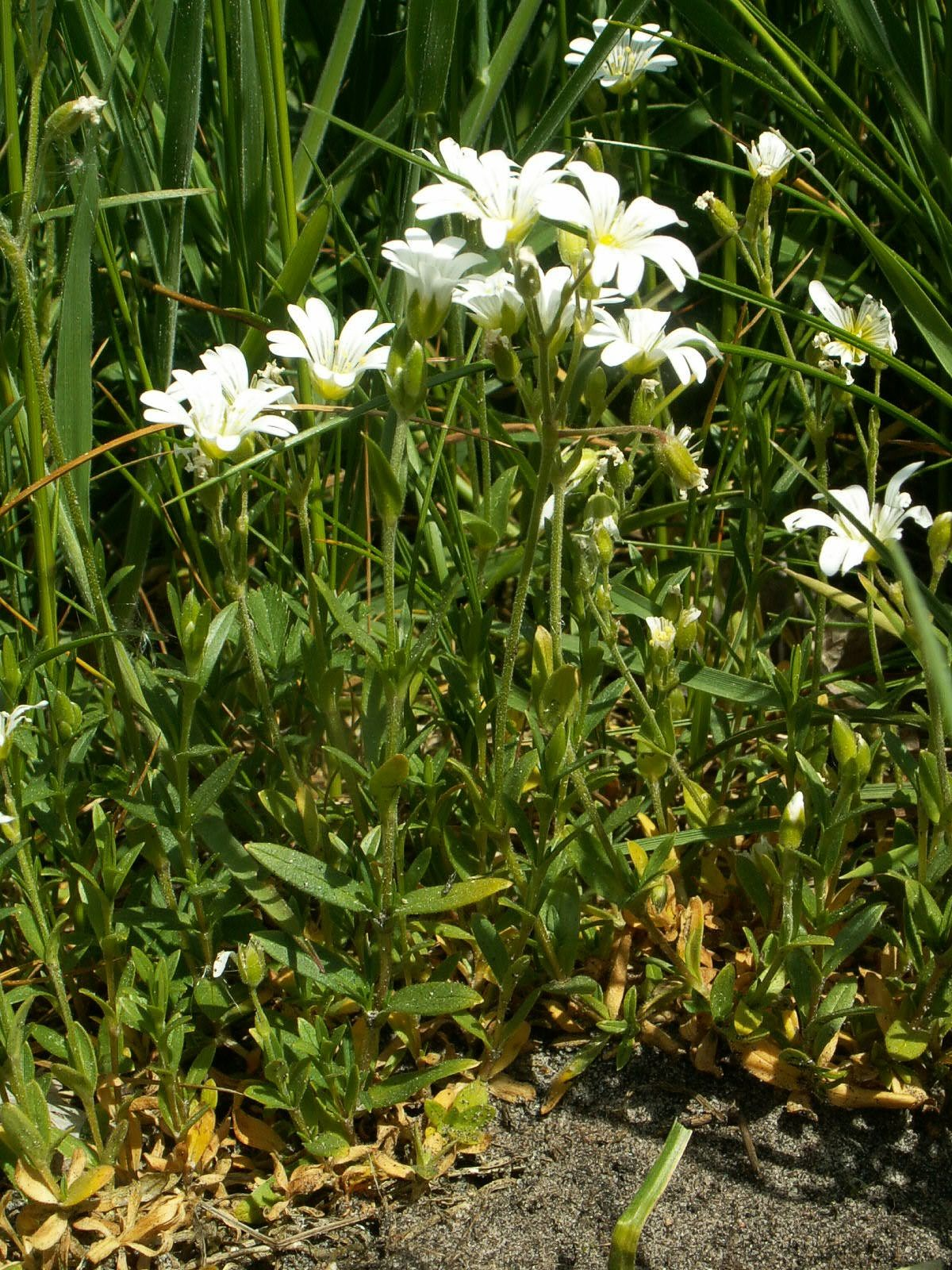
Habitus

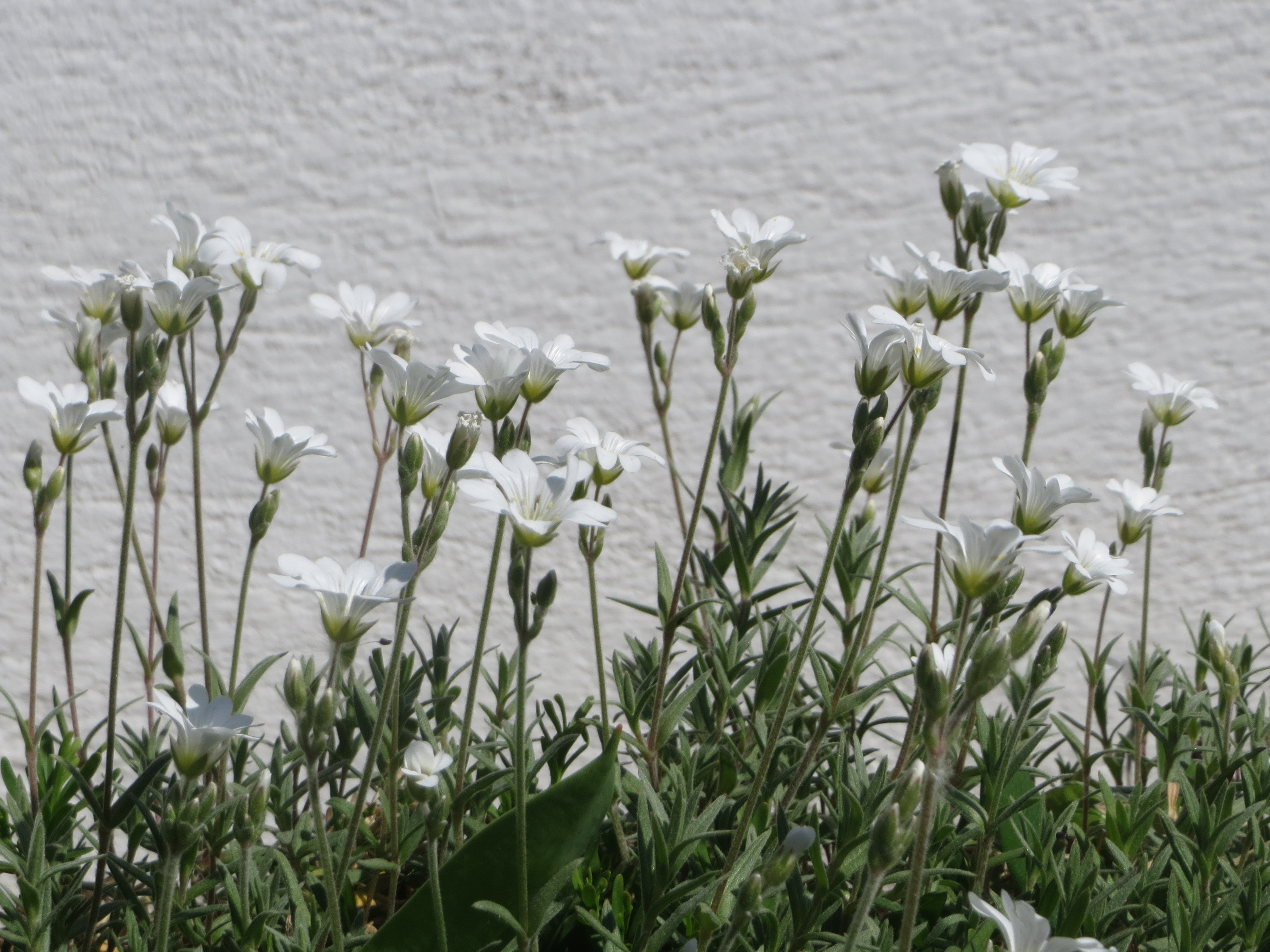
Bestand des Acker-Hornkrauts

## Vorkommen
Das Acker-Hornkraut ist in Eurasien weitverbreitet. In weiten Teilen Europas ist es verbreitet und häufig. Es hat in fast allen Ländern Europas Vorkommen und fehlt nur in Portugal, Island, Belarus, Nordmazedonien und in Bosnien und Herzegowina. In Schweden und Finnland kommt es eingebürgert vor und in Dänemark ist die Ursprünglichkeit zweifelhaft.
Das Acker-Hornkraut wächst an Ruderalstellen, Wegrändern, auf wechselfeuchten Wiesen, Sandtrocken- und Xerothermrasen und auf Felsschutt. Es ist pflanzensoziologisch eine Charakterart der Ordnung Agropyretalia, kommt aber auch in Pflanzengesellschaften der Klasse Festuco-Brometea oder Sedo-Scleranthetea vor.

## Verwendung
Die Sorte 'Compactum' bildet dichte Polster und wird als Zierpflanze kultiviert.

## Systematik
Die Erstveröffentlichung von Cerastium arvense erfolgte 1753 durch Carl von Linné in Species Plantarum, Tomus I, Seite 438.
Je nach Autor gibt es mehrere Unterarten und Varietäten:
- Gewöhnliches Acker-Hornkraut (Cerastium arvense L. subsp. arvense): Die Nominatform wächst kräftig lockerrasig. Ihr Stängel hat rückwärtsgerichtete Haare. Sie besitzt niederliegende Laubblattbüschel, die etwa so lang wie die Blütentriebe sind. Die Blätter sind länglich oder lineal-lanzettlich, bis 30 mm lang und bis 3 mm breit. Die Kronblätter sind bis 14 mm lang. Ihr Hauptvorkommen liegt in halbruderalen Queckenrasen trockenwarmer Standorte und in Halbtrockenrasen. Die Chromosomenzahl beträgt 2n = 72.[4] Die ökologischen Zeigerwerte nach Landolt et al. 2010 sind in der Schweiz für diese Unterart: Feuchtezahl F = 3 (mäßig feucht), Lichtzahl L = 4 (hell), Reaktionszahl R = 4 (neutral bis basisch), Temperaturzahl T = 4+ (warm-kollin), Nährstoffzahl N = 2 (nährstoffarm), Kontinentalitätszahl K = 4 (subkontinental).[5]

- Gewimpertes Acker-Hornkraut oder Weiches Acker-Hornkraut (Cerastium arvense subsp. calcicola (Schur) Borza; Syn.: Cerastium arvense subsp. molle (Vill.) Arcang.): Diese kalkliebende, subalpine bis alpine Unterart bevorzugt steinige Rasen, blüht von Juni bis August und erreicht Wuchshöhen von 10 bis 20 Zentimetern. Die Laubblätter werden 10 bis 20 Millimeter lang, wobei die oberen Blätter einen breiten Hautrand ausbilden. Die Kelchblätter werden fünf bis acht Millimeter lang und die Früchte etwa eineinhalb- bis zweimal so lang wie die Kelchblätter. Die Chromosomenzahl beträgt 2n = ca. 72.[6]

- Cerastium arvense subsp. glandulosum (Kit.) Soó: Sie ist ein Endemit der Tatra. Die Chromosomenzahl beträgt 2n = 36.[6]

- Cerastium arvense subsp. lerchenfeldianum (Schur) Ascherson & Graebner: Sie kommt in den Karpaten und im früheren Jugoslawien vor.[6]

- Cerastium arvense var. mitsumorense (Miyabe & Tatew.) S.Akiyama

- Steifes Acker-Hornkraut (Cerastium arvense subsp. strictum (W.D.J.Koch) Schinz & R.Keller): Diese alpine Unterart wächst in lockeren Polstern im Alpenraum bis in Höhenlagen von 3000 Metern und wird nur 3 bis 5 Zentimeter hoch. Ihr Stängel ist nur selten drüsig behaart. Die etwas eiförmigen lanzettlichen Stängelblätter werden nur 15 Millimeter lang und bis 4 Millimeter breit. Die Kronblätter sind bis 11 Millimeter und die Kelchblätter bis 6 Millimeter lang. Die Chromosomenzahl beträgt 2n = 36.[4] Sie gehört pflanzensoziologisch zum Verband Sedo-Scleranthion.[4] Sie steigt im Tessin bis 2800 Meter Meereshöhe auf.[2] Die ökologischen Zeigerwerte nach Landolt et al. 2010 sind in der Schweiz für diese Unterart: Feuchtezahl F = 2 (mäßig trocken), Lichtzahl L = 5 (sehr hell), Reaktionszahl R = 3 (schwach sauer bis neutral), Temperaturzahl T = 2 (subalpin), Nährstoffzahl N = 2 (nährstoffarm), Kontinentalitätszahl K = 4 (subkontinental).[5]

- Halbstrauchiges Acker-Hornkraut (Cerastium arvense subsp. suffruticosum (L.) Nyman): Sie kommt in den Alpen und in den Apenninen vor. Die Chromosomenzahl beträgt 2n = 36 oder 108.[6] Die ökologischen Zeigerwerte nach Landolt et al. 2010 sind in der Schweiz für diese Unterart: Feuchtezahl F = 2 (mäßig trocken), Lichtzahl L = 4 (hell), Reaktionszahl R = 3 (schwach sauer bis neutral), Temperaturzahl T = 3 (montan), Nährstoffzahl N = 2 (nährstoffarm), Kontinentalitätszahl K = 4 (subkontinental).[5]